# Fabronia congolensis
Fabronia congolensis är en bladmossart som beskrevs av Jules Cardot 1909. Fabronia congolensis ingår i släktet Fabronia och familjen Fabroniaceae. Inga underarter finns listade i Catalogue of Life.